# Späd brosklav
Späd brosklav (Ramalina dilacerata) är en lavart som först beskrevs av Hoffm., och fick sitt nu gällande namn av Hoffm.. Späd brosklav ingår i släktet Ramalina, och familjen Ramalinaceae. Enligt den finländska rödlistan är arten nära hotad i Finland. Arten är reproducerande i Sverige. Artens livsmiljö är skogar.

## Externa länkar

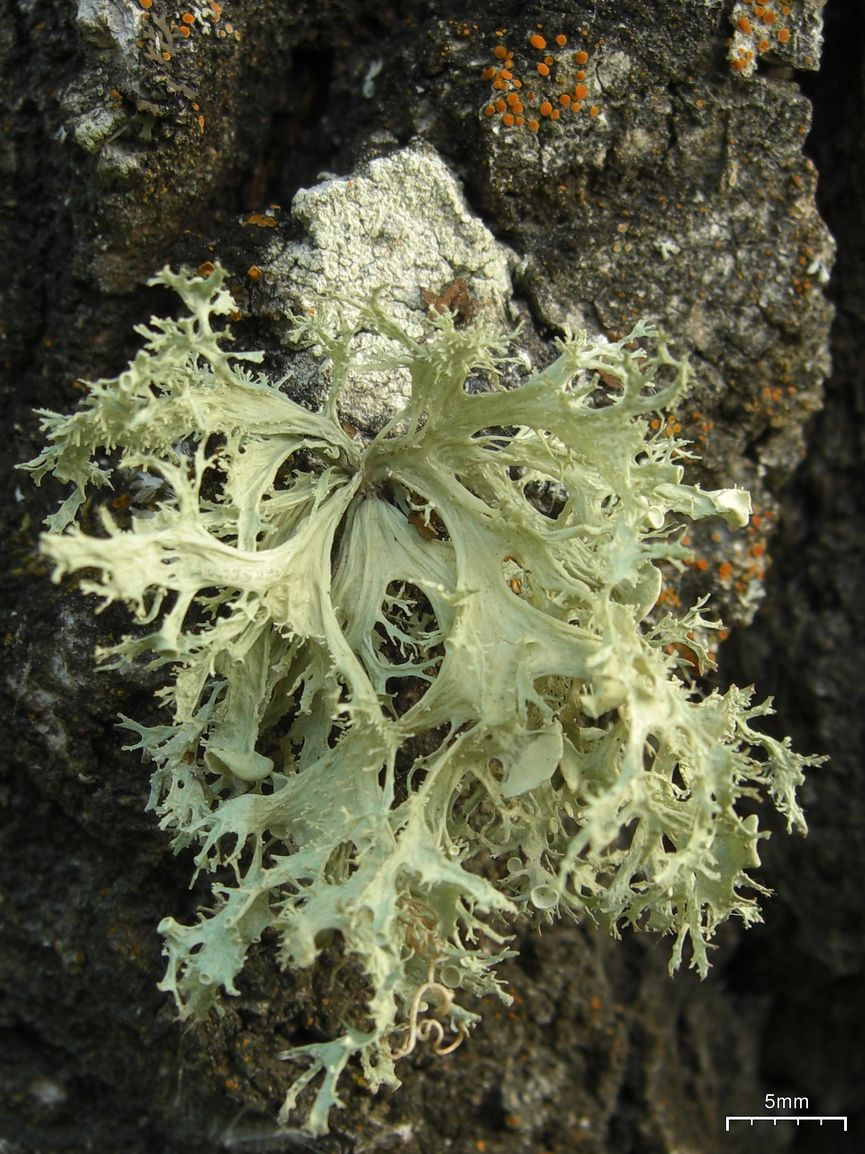